# Allison Schmitt
Allison Schmitt (født 7. juni 1990 i Pittsburgh, Pennsylvania, USA) er en amerikansk svømmer som har
vundet i alt seks medaljer tilsammen ved Sommer-OL 2008, i Beijing og Sommer-OL 2012, i London.